# Literatura feroesa
La literatura feroesa és aquella literatura que es fa a les illes Fèroe. En el sentit estricte del terme, la literatura feroesa només té dos-cents anys de vida. Això es deu principalment a l'aïllament de l'arxipèlag i perquè la llengua feroesa no es va normalitzar ortogràficament fins al 1890. Fins aleshores, es va fomentar el danès en detriment del feroès. Tot i així, el feroès es va convertir de seguida en un vehicle per a la literatura per dret propi i ha produït escriptors en diversos gèneres.

## Edat mitjana

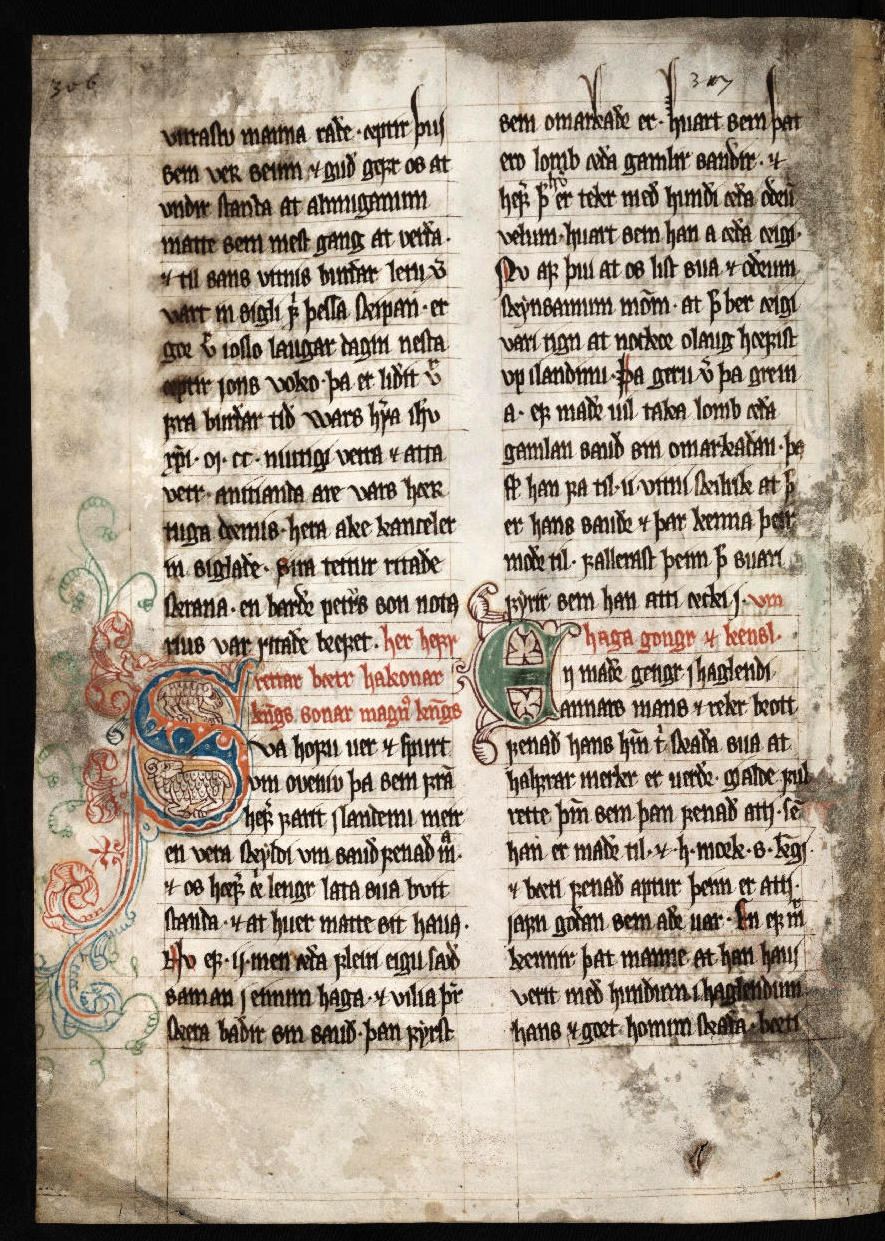
Primera pàgina de la Carta de les Obelles (1298).

A l'edat mitjana no es van crear sagues a les Illes Fèroe. Tanmateix al segle xiii es va escriure a Islàndia la Saga dels feroesos que narra la història dels primers pobladors nòrdics de les illes. També es conserven un parell de codis legals escrits a les Illes Fèroe els segles xiii i xiv: el Seyðabrævið (carta de les ovelles) del 1298 i el Hundabrævið (carta dels gossos) de mitjans segle xiv. Cal apreciar que tots aquests documents van ser escrits i redactats en nòrdic antic, la llengua precursora del feroès.

## La revifalla
Des de l'edat mitjana, molts poemes i històries es van anar transmetent oralment de generació en generació. Aquestes obres es van dividir de la següent manera: sagnir (relats històrics), ævintyr (contes) i kvæði (balades, tradicionalment cantades per a ser ballades amb la dansa de la cadena feroesa). Aquests kvæði es van recollir i redactar al segle xix i avui es continuen fent servir en la dansa feroesa. Jens Christian Svabo (1746-1824) va ser un dels pioners en la recol·lecció de cants tradicionals feroesos.
Pels volts de 1831, Svend Grundtvig i Jørgen Bloch van publicar varies col·leccions de cançons populars (poemes) feroeses. El recull dels poemes feroesos Corpus carminum Færroensium (CCF), que Grundtvig i Bloch van recol·lectar durant el segle xix ha estat molt important per a la literatura feroesa; el cant feroès del segle xix queda recollit en aquesta obra de 7 volums, el que converteix el CCF en una part important del patrimoni cultural feroès.
Paral·lelament alguns autors van començar a utilitzar el feroès per a escriure les seves composicions. Jens Christian Djurhuus és considerat el primer autor en fer servir el feroès en les seves balades i poemes escrites durant la primera meitat del segle xix. Joen Danielsen en serà un altre exemple, aquest cop de la segona meitat del segle xix.

### Creació d'una gramàtica

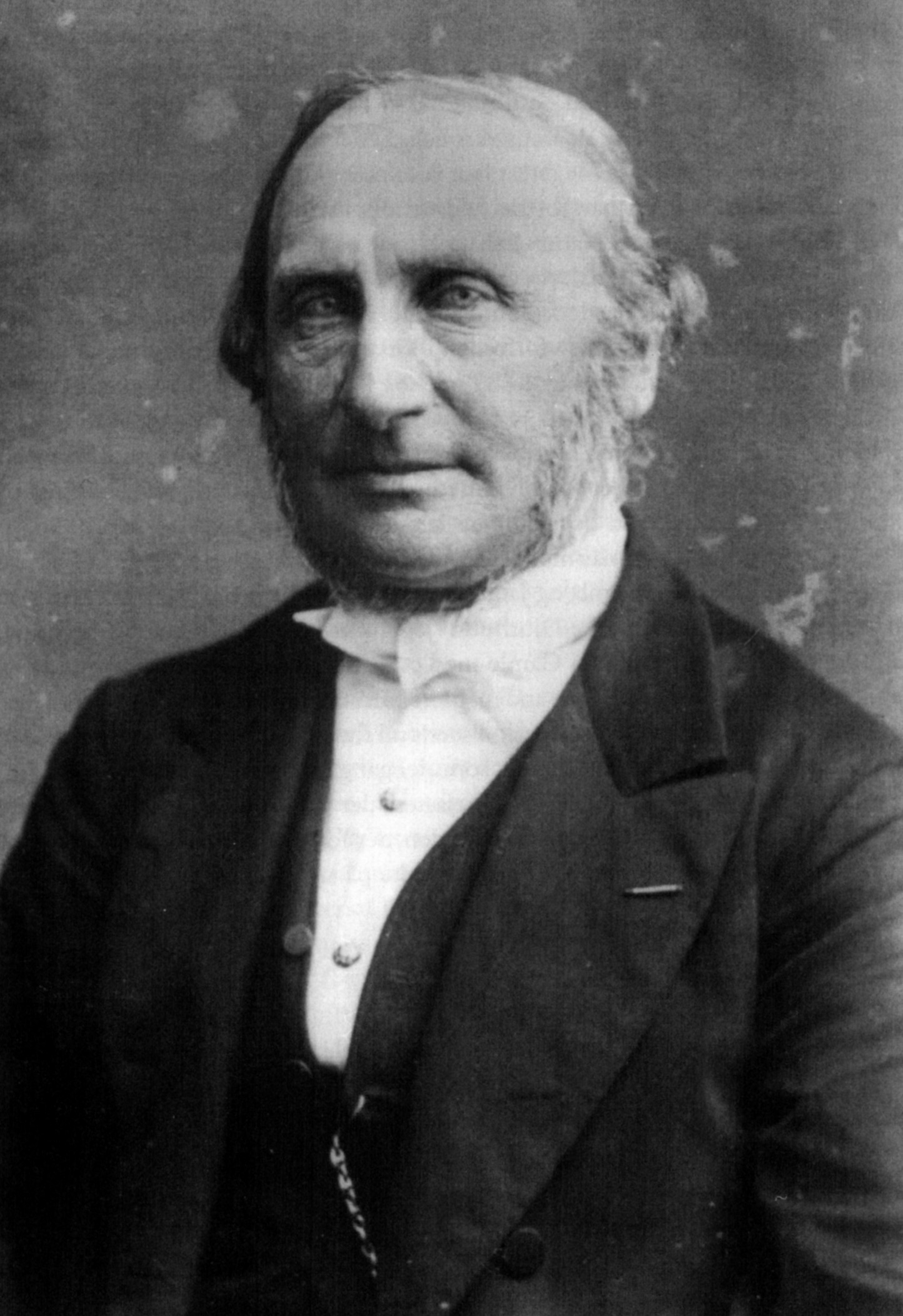
V. U. Hammershaimb.

El pastor V. U. Hammershaimb, a banda d'escriptor i folklorista, és el responsable de la publicació de la primera gramàtica de la llengua feroesa, uniforme i acceptable per a tots els dialectes. El seu concepte d'ortografia en el feroès és encara vigent en l'actualitat. Hammershaimb coneixia també l'islandès, cosa que el va fer prendre consciència de l'estreta relació entre el feroès i el nòrdic antic i li va proporcionar una clau per apropar-se al vocabulari de la seva pròpia llengua. Ansiós de salvaguardar-ne la puresa i remarcar-ne la connexió lingüística, alhora que integrava els diferents dialectes de l'arxipèlag, Hammershaimb va optar per una ortografia etimologitzant que, tanmateix marginava bona part de les moltes peculiaritats de la pronunciació del feroès. La versió final d'aquesta grafia va aparèixer en el llibre Færøisk Sproglære (Manual del feroès), publicat als Anals d'Estudi i Història de l'Antiga Escandinàvia, de 1854; el 1891 se'n va publicar la versió revisada en el treball Færøsk Anthologi (Antoligia feroesa).
L'any 1898 el lingüista i antropòleg Jakob Jakobsen va proposar una gramàtica alternativa per al feroès basada en la fonètica. El principi d'aquesta nova ortografia era que només hi havia d'haver una sola correspondència entre un fonema i una lletra, i que havia de ser d'aprenentatge fàcil per a la mainada. Finalment, però, la seva proposta va ser rebutjada.

## Segle XX

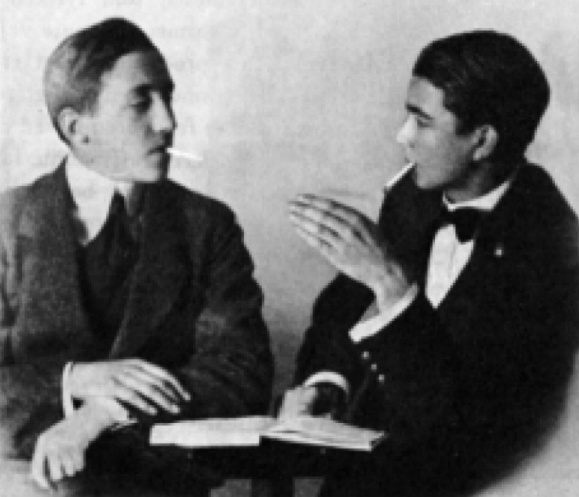
William Heinesen i Jørgen-Frantz Jacobsen en una imatge de 1918.

Al segle xx, escriptors feroesos que escrivien en danès, com William Heinesen, o feroès, Heðin Brú, van obtenir atenció internacional. Tots dos van ser veïns a la capital Tórshavn durant molts anys i van formar un trio llegendari (Teir tríggir varðarnir) amb el professor Christian Matras.
El gènere més important dels anys trenta i cinquanta va ser la novel·la realista. La novel·la educativa de Heðin Brús Feðgar á ferð (Pare i fill a la carretera) va ser la primera novel·la en feroès traduïda a altres llengües. També és considerada una de les millors novel·les feroeses.
Jørgen-Frantz Jacobsen va ser contemporani dels escriptors mencionats. Va escriure en danès la seva única novel·la Barbara (1939), basada en la vella llegenda de l'esposa del pastor Beinta Broberg, que es convertiria en un dels llibres més reeixits de les Illes Fèroe arreu del món. La seva versió cinematogràfica, també anomenada Barbara (1997) va ser en el seu moment el llargmetratge danès més car de la història.